# Kowalik karoliński
Kowalik karoliński (Sitta carolinensis) – gatunek ptaka z rodziny kowalików (Sittidae), występujący w starych lasach, głównie na środkowym obszarze Ameryki Północnej. To krępy ptak, z wielką głową, krótkim ogonem, potężnym dziobem i silnymi nogami. Górne części ciała ubarwione są na niebiesko-szaro, głowa i dolne partie białe. Ptak ma czarny wierzch głowy oraz kasztanowo ubarwione podbrzusze. Siedem podgatunków różni się od siebie głównie kolorem upierzenia ciała.
Kowalik karoliński, tak jak inne gatunki zaliczane do rodziny kowalików, poszukuje owadów przemieszczając się po pniach i gałęziach. Będąc na drzewie może wisieć głową w dół. Nasiona stanowią znaczną część jego zimowej diety, szczególnie żołędzie i orzechy hikory, które są gromadzone przez ptaka jesienią. Gniazdo znajduje się w dziupli. Zasiedlająca je para może rozmazywać dookoła wejścia szczątki upolowanych owadów, co odstrasza wiewiórki. Zarówno osobniki dojrzałe, jak i młode mogą paść ofiarą jastrzębi, sów i węży. Także wylesianie stanowi dla nich poważny problem, gdyż może doprowadzić do miejscowej utraty siedliska. Jest to jednak pospolity gatunek, nieobjęty ochroną na większości obszaru występowania.

## Taksonomia
Kowaliki karolińskie współtworzą rodzaj Sitta – małych ptaków wróblowych, które czerpią swą angielską nazwę – Nuthatch – od skłonności kilku gatunków do umieszczania pokarmu (nasion, dużych owadów, czy orzechów) w szczelinach kory i rozgniatania go przy pomocy dzioba. Sitta pochodzi od sittē z greki klasycznej, gdzie było to określenie stosowane w odniesieniu do kowalika, natomiast pochodzący z łaciny epitet gatunkowy odnosi się do Karoliny. Kowalik karoliński został po raz pierwszy opisany przez angielskiego ornitologa Johna Lathama w jego pracy z 1790 roku, Index Ornithologicus.
Systematyka kowalikowatych jest złożona. Geograficznie rozdzielone gatunki czasami są bardzo do siebie nawzajem podobne. Kowalik karoliński ma podobny wygląd i głos do kowalika białolicego, Sitta leucopsis, występującego w Himalajach, toteż oba te ptaki były dawniej uznawane za ten sam gatunek.

### Podgatunki
Wyróżniono siedem podgatunków kowalika karolińskiego, choć różnice pomiędzy nimi są niewielkie i pojawiają się stopniowo, w miarę przechodzenia z jednego zasięgu do drugiego. Podgatunki są czasami traktowane jak trzy grupy – podział ten bazuje na bliskim podobieństwie co do morfologii, środowiska występowania i śpiewu. Grupy te występują kolejno: we wschodniej Ameryce Północnej, Wielkiej Kotlinie i centralnym Meksyku oraz okolicach przybrzeżnych Pacyfiku. Podgatunki z zachodnich terenów mają najciemniej ubarwione górne części ciała, podgatunek wschodni – S. c. carolinensis – ma najjaśniejszy grzbiet. Wschodnia forma ma także grubszy dziób i większy ciemny pas na czubku głowy, niż ptaki zasiedlające centralny obszar i te znad wybrzeży Pacyfiku. Śpiew trzech grup także się różni.
| Podgatunek                                                         | Występowanie                                                                           | Wygląd |
| ------------------------------------------------------------------ | -------------------------------------------------------------------------------------- | --- |
| kowalik karoliński (Sitta carolinensis carolinensis) (nominatywny) | północno-wschodnia Ameryka Północna, zachodni Saskatchewan i wschodni Teksas           | jasny grzbiet i czubek głowy |
| kowalik pacyficzny (Sitta carolinensis aculeata)                   | zachodnie obszary stanów Waszyngton, Oregon i Kalifornia oraz północ Kalifornii Dolnej | mniejszy niż S. c. tenuissima, płowożółte dolne partie ciała, nieco blade górne partie i smuklejszy dziób                          |
| Sitta carolinensis alexandrae                                      | północna część Kalifornii Dolnej                                                       | większy niż S. c. aculeata, z nieznacznie ciemniejszymi wyższymi partiami ciała, podgatunek o najdłuższym dziobie                  |
| Sitta carolinensis tenuissima                                      | od Kolumbii Brytyjskiej, przez Góry Kaskadowe, po południową Kalifornię                | mniejszy niż S. c. nelsoni, nieznacznie bledsze górne części ciała, bardziej smukły dziób                                          |
| Sitta carolinensis nelsoni                                         | Góry Skaliste, od północnej Montany, po północny zachód stanu Chihuahua na południu    | mniejszy niż podgatunek nominatywny, ciemniejsze, szare górne części ciała, ciemniejszy czubek głowy, mniej kontrastujące skrzydła |
| Sitta carolinensis mexicana                                        | zachodni Meksyk                                                                        | bardziej szary w stosunku do S. c. oberholseri, szczególnie na skrzydłach                                                          |
| kowalik leśny (Sitta carolinensis lagunae)                         | południowa część Kalifornii Dolnej                                                     | mniejszy niż S. c. alexandrae, z nieco ciemniejszymi dolnymi partiami ciała, także bardziej płowożółty, dziób stosunkowo gruby     |

Niektóre ujęcia systematyczne wyróżniają jeszcze dwa podgatunki:
- Sitta carolinensis oberholseri H. W. Brandt, 1938 – południowo-zachodni obszar Teksasu i wschodni Meksyk; bardzo podobny do S. c. nelsoni jednak nieco ciemniejszy,
- Sitta carolinensis kinneari van Rossem, 1939 – południowy Meksyk w Guerrero i Oaxaca; najmniejszy podgatunek, podobny do S. c. mexicana, jednak samica ma intensywniejsze, pomarańczowo-płowe dolne części ciała, krótki i gruby dziób.

## Morfologia
Tak jak inni przedstawiciele tego rodzaju, kowalik karoliński ma dużą głowę, krótki ogon i skrzydła, silny dziób i nogi. Długość ciała 13–14 cm, rozpiętość skrzydeł 20–27 cm i masa ciała 18–30 g.
Dojrzałe samce z podgatunku nominatywnego, S. c. carolinensis, mają blado-niebiesko-szare ubarwienie w górnych partiach ciała, połyskujące, czarne czubki głów i czarne obwódki na górnej części grzbietu. Pokrywy i lotki są bardzo ciemne z bledszymi frędzlami. Nierozłożone skrzydło jest bladoszare i czarne, z cienką, białą przegrodą. Głowa i dolne części ciała są białe. Z wierzchu pióra ogona są czarne z dużymi białymi pasami, biegnącymi wzdłuż, poprzez trzy pióra, co jest charakterystyczną, zauważalną w locie, cechą tych ptaków.
Samica jest matowoczarna, z szarym wierzchem ciała. Ma zwykle nieznacznie bardziej matowo ubarwione górne części ciała i bardziej płowożółte dolne partie w porównaniu do samca. Czubek jej głowy może być szary, choć u wielu samic jest czarny, przez co nie mogą być niezawodnie odróżniane od samców. W północno-wschodnich Stanach Zjednoczonych przynajmniej 10% samic ma czarne czubki głów, jednak wskaźnik ten wzrasta do 40–80% w Górach Skalistych, Meksyku i południowo-wschodnich stanach USA. Młode ptaki przypominają dorosłe osobniki, jednak ich upierzenie jest bardziej matowe.
Zakres występowania trzech innych, znacząco mniejszych gatunków kowalików zachodzi na tereny zasiedlone przez kowalika karolińskiego, jednak żaden z tych ptaków nie ma białego upierzenia, całkowicie otaczającego oko. Kolejne różnice wynikają z faktu, że kowalik czarnogłowy (Sitta canadensis) ma czarne pasma przechodzące przez oczy i czerwonawo ubarwione dolne części ciała, natomiast kowalik malutki (Sitta pusilla) i kowalik mały (Sitta pygmaea) brązowe czubki głów i białą plamkę na szyi.

## Występowanie

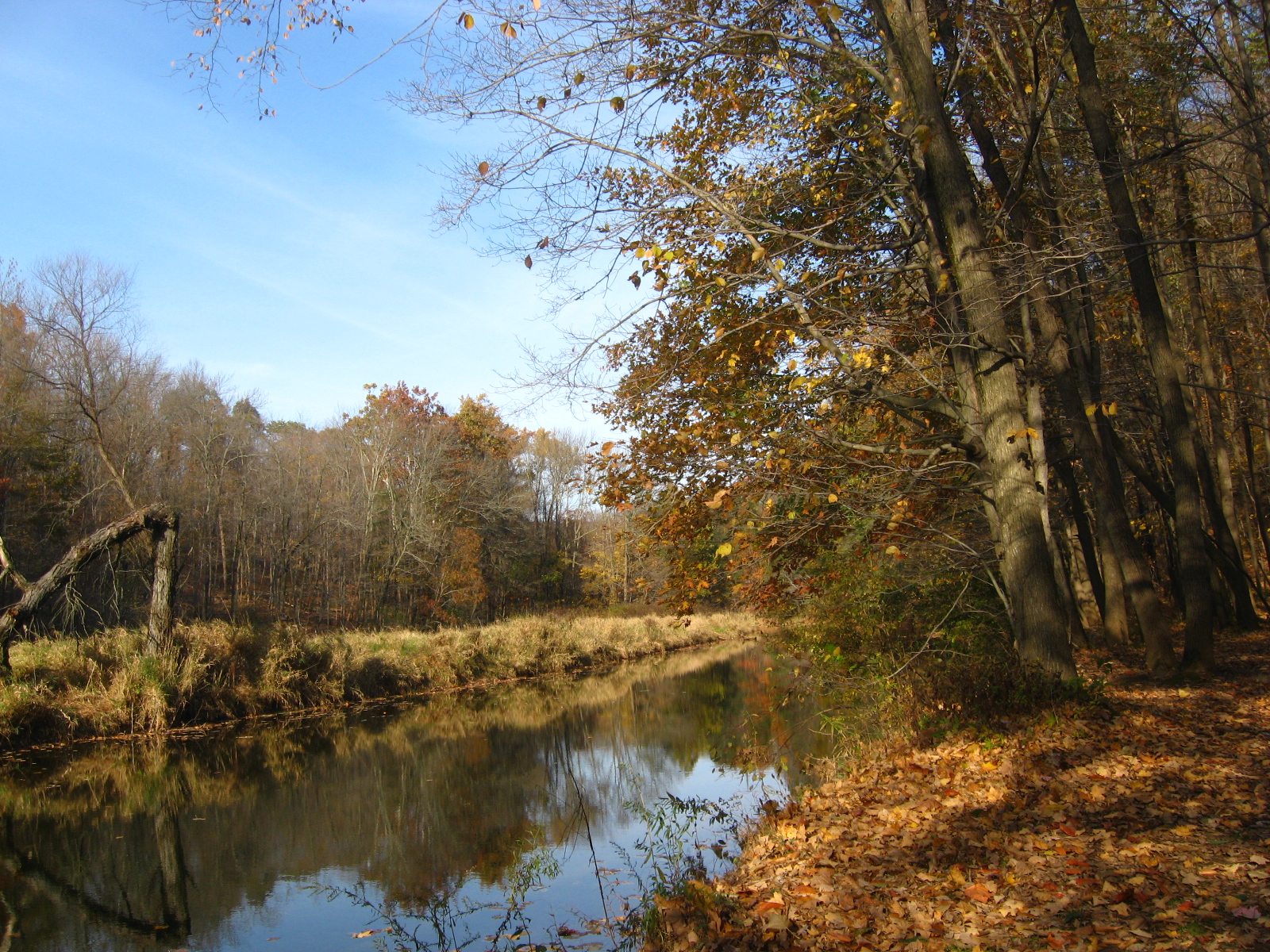
Lasy liściaste są preferowanym siedliskiem w północno-wschodnim paśmie występowania

Kowalik karoliński odbywa lęgi w lasach Ameryki Północnej – od południowej Kanady, po północną Florydę – na wschodzie i południowy Meksyk – na zachodzie. We wschodnim paśmie występowania preferuje siedliska ze starymi, liściastymi lub mieszanymi lasami, a także sady, parki, podmiejskie ogrody i cmentarze. Jest spotykany głównie na obszarach nizinnych, chociaż w stanie Tennessee gniazduje na wysokości 1675 m n.p.m. Na zachodnie i w Meksyku występuje na otwartych, górskich przestrzeniach, częściowo porośniętych sosnowo-dębowymi lasami. Może gniazdować nawet do wysokości 3200 m w Nevadzie, Kalifornii i Meksyku. Zdarza się, że zasiedla także lasy sosnowo-jałowcowe oraz lasy rosnące przy brzegach rzek, jeśli tylko są takie w okolicy. Kowalik karoliński jest jedynym północnoamerykańskim przedstawicielem rodziny kowalikowatych, mogącym żyć pośród drzew liściastych. Kowaliki: czarnogłowy, mały oraz malutki preferują sosny.
Niezbędna jest obecność starych lub rozkładających się drzew z otworami odpowiednimi na gniazda. Na wschodzie zasięgu wybierane są w tym celu dęby, buki i hikory, ponieważ dostarczają jadalnych nasion. Pomimo iż habitat jest rozmieszczony na kontynencie, to zasięgi występowań są poprzerywane. Z tego względu odseparowane populacje tego niemigrującego gatunku przekształciły się w różne regionalne podgatunki.
Kowalik ten, podobnie jak większość ptaków z tego rodzaju, nie migruje. Osobniki dorosłe zwykle pozostają na swych terytoriach przez cały rok. Mogą jednak odbywać wędrówki, gdy zabraknie nasion lub ze względu na dużą reprodukcję w danym roku. W takich okolicznościach gatunek zalatywał na wyspy Vancouver i Santa Cruz oraz na Bermudy. W październiku 1963 jeden z ptaków wylądował na RMS Queen Mary, żeglującej sześć godzin na wschód od Nowego Jorku.

## Zachowanie
Kowaliki karolińskie siedząc na pionowych powierzchniach, np. drzewach, często obracają się na bok lub do góry nogami. Potrafią schodzić z dużych wysokości głową w dół, przeszukując wąskie pęknięcia lub otwory w drzewach w celu znalezienia tam pokarmu. Gdy znajdą jakieś orzechy albo nasiona, upychają je w korze, a następnie otwierają. Przechowują jedzenie pojedynczo, pod luźną korą, ukrywają je w porostach, mchu czy w śniegu. Ptaki te odganiają inne osobniki ze swego gatunku, gdy tamte zbytnio zbliżą się do ich terytorium, natomiast na zimę dołączają do stad sikor i dzięciołów, by wspólnie żerować.

### Rozród

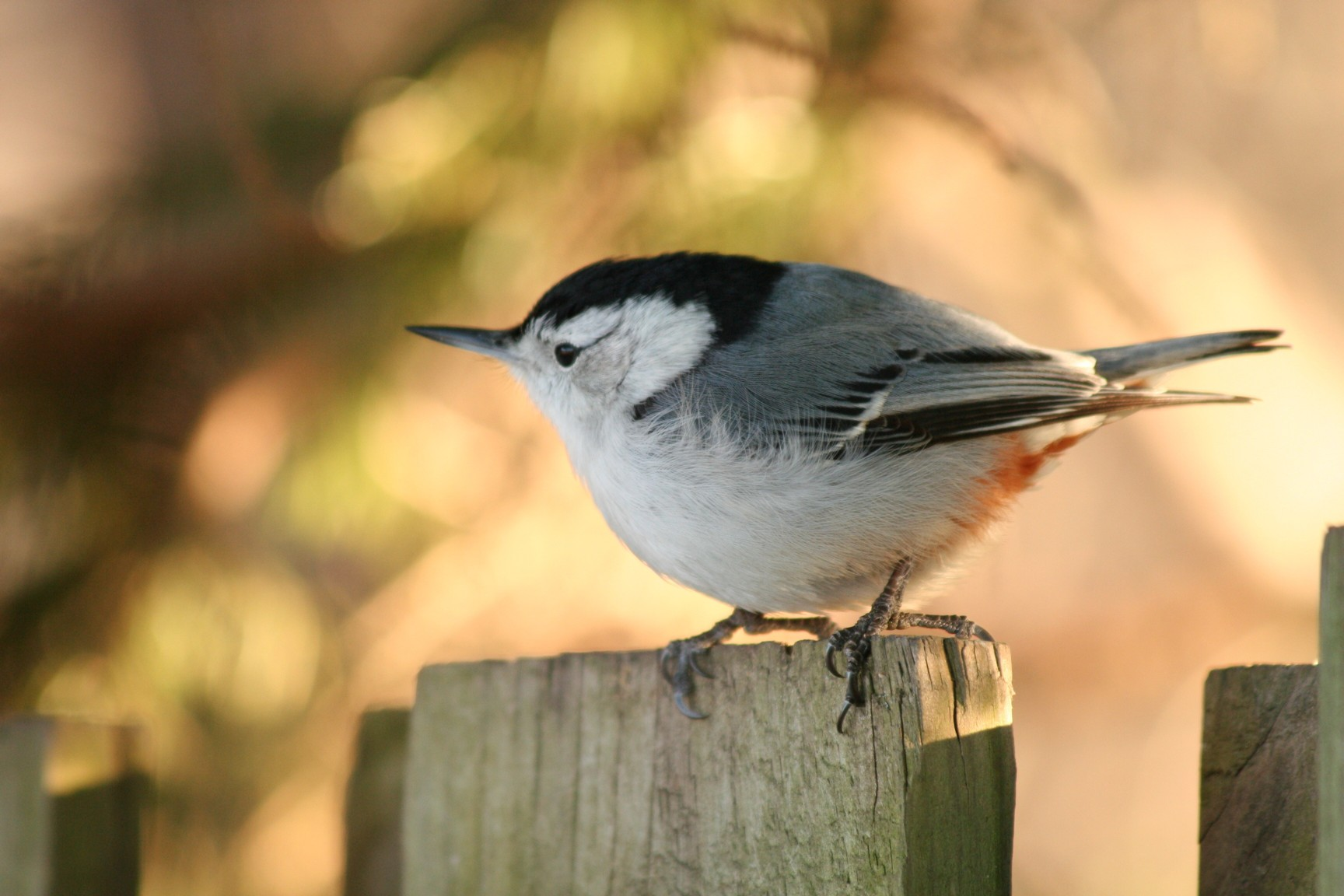
Samiec, podgatunek nominatywny

Kowalik karoliński jest gatunkiem monogamicznym. Dobiera się w pary po zalotach, w których samiec zabiega o względy samicy poprzez rozkładanie ogona i opuszczanie skrzydeł, przy jednoczesnym kołysaniu się w tył i przód. Dostarcza jej również pożywienie. Ptaki zakładają terytoria zajmujące od 0,10 do 0,15 kilometrów kwadratowych w lasach oraz powyżej 0,2 kilometrów kwadratowych w siedliskach częściowo zalesionych, pozostając tam razem całorocznie, do czasu, aż jeden z partnerów zginie. Zagłębienie, w którym tworzone jest gniazdo, to zwykle naturalna dziura w starym drzewie, choć czasem wykorzystywane są stare gniazda dzięciołowatych oraz okazjonalnie sztuczne gniazda przeznaczone dla błękitników rudogardłych.
Gniazdo znajduje się zwykle na wysokości 3–12 m i jest wyścielane piórami, trawą i rozdrobnioną korą. Samica składa od pięciu do dziewięciu kremowo-białych jaj, o wymiarach 19 × 14 mm, pokrytych czerwonawo-brązowymi łatami. Jaja są wysiadywane przez samice od 13 do 14 dni, zanim wyklują się z nich młode, które przebywają w gnieździe przez dalszych 18 do 26 dni, zanim nauczą się latać. Zarówno samiec jak i samica karmią pisklęta do około dwóch tygodni po pierwszym locie, ponadto samiec dostarcza pożywienie samicy, podczas gdy ta inkubuje. Kiedy młode dorastają, opuszczają terytoria rodziców i albo zakładają własne, albo pozostają bez partnera i bez terytorium rozrodczego. Prawdopodobnie to właśnie ptaki bez terytoriów są odpowiedzialne za nieregularne rozmieszczenie tego gatunku. Kowalik ten nocuje w dziuplach lub, poza sezonem lęgowym, za luźną korą, zazwyczaj samotnie, choć przy bardzo niskiej temperaturze kowaliki karolińskie mogą się gromadzić (nagrano razem aż do 29 ptaków). Ptak ten ma niezwykły zwyczaj usuwania rano odchodów z miejsca, w którym spędził noc.

### Przetrwanie

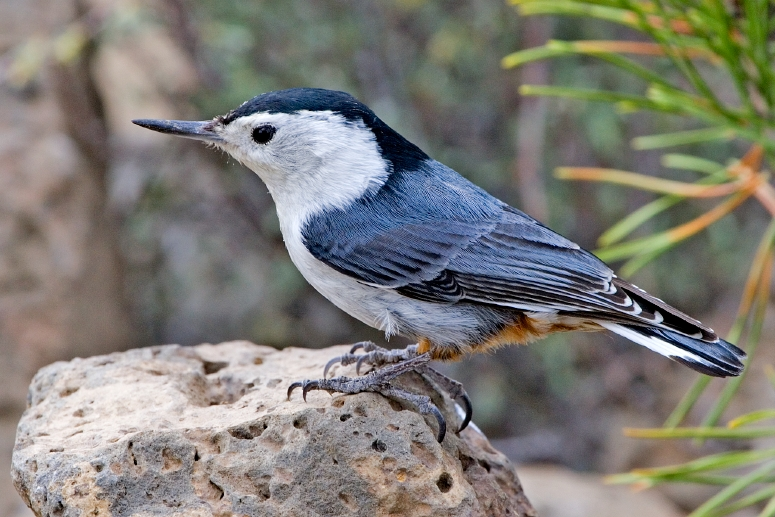
Samiec, S. c. tenuissima

Na dorosłe osobniki polują sowy i prowadzące dzienny tryb życia ptaki drapieżne (takie jak krogulec zmienny czy krogulec czarnołbisty). Pisklęta oraz jaja są natomiast pożywieniem dla ptaków z rodziny dzięciołowatych, małych wiewiórek i potrafiących wchodzić na drzewa węży, jak Opheodrys vernalis. Kowalik karoliński reaguje na pojawienie się drapieżników w okolicy gniazda przez trzepotanie skrzydłami i wydawanie dźwięku „hn-hn”. Kiedy ptak opuszcza dziuplę, czyści okolice wejścia z piór i kawałków roślin, co czyni gniazdo trudniejszym do zlokalizowania na podstawie zapachu. Kowaliki mogą także rozsmarowywać wokół otworu chrząszcze z rodziny oleicowatych, co zasugerowało, że nieprzyjemny zapach rozgniecionych owadów odstrasza wiewiórki, które są głównymi konkurentami do zajęcia naturalnego zagłębienia w drzewie. Średnia długość życia kowalika karolińskiego wynosi dwa lata, jednak rekord to dwanaście lat i dziewięć miesięcy.
Reakcje tego kowalika na drapieżniki mogą być związane z jego strategią rozrodczą. Przeprowadzono badania polegające na porównaniu zachowań kowalika karolińskiego i czarnogłowego w warunkach gotowości samców do dostarczenia pożywienia wysiadującej samicy, w sytuacji, gdy gniazdu zagrażają drapieżniki, takie jak krogulec zmienny, który poluje na dorosłe kowaliki, oraz strzyżyk śpiewny, który niszczy jaja tych ptaków. Kowalik karoliński żyje krócej niż kowalik czarnogłowy, jednak ma więcej młodych. Zaobserwowano, że reaguje gwałtowniej w stosunku do drapieżnika zagrażającego jajom. Z kolei kowalik czarnogłowy bardziej koncentruje się na krogulcu. To przemawia za teorią, wedle której żyjące dłużej gatunki odnoszą korzyści z przetrwania osobników dojrzałych płciowo, które w przyszłości będą miały szansę na rozród, podczas gdy ptaki krócej żyjące koncentrują się na przetrwaniu swych lęgów.

### Głos
Podobnie jak inne kowaliki, jest to ptak hałaśliwy z szerokim zakresem wydawanych odgłosów. Piosenka godowa samca to szybkie nosowe qui qui qui qui qui qui qui. Kowaliki karolińskie, dobrane w pary, często kontaktują się ze sobą na jesieni i w zimie poprzez piskliwe odgłosy, wydawane do 30 razy na minutę. Wyróżniające je dźwięki to ostre kri, szybko powtarzane, gdy ptak jest zaniepokojony lub wydawane w stanie ekscytacji kri kri kri kri kri kri kri kri. Podgatunki z Gór Skalistych i Wielkiej Kotliny wydają wyższy i szybszy odgłos, natomiast ptaki znad Pacyfiku bardziej nosowy.

### Pożywienie

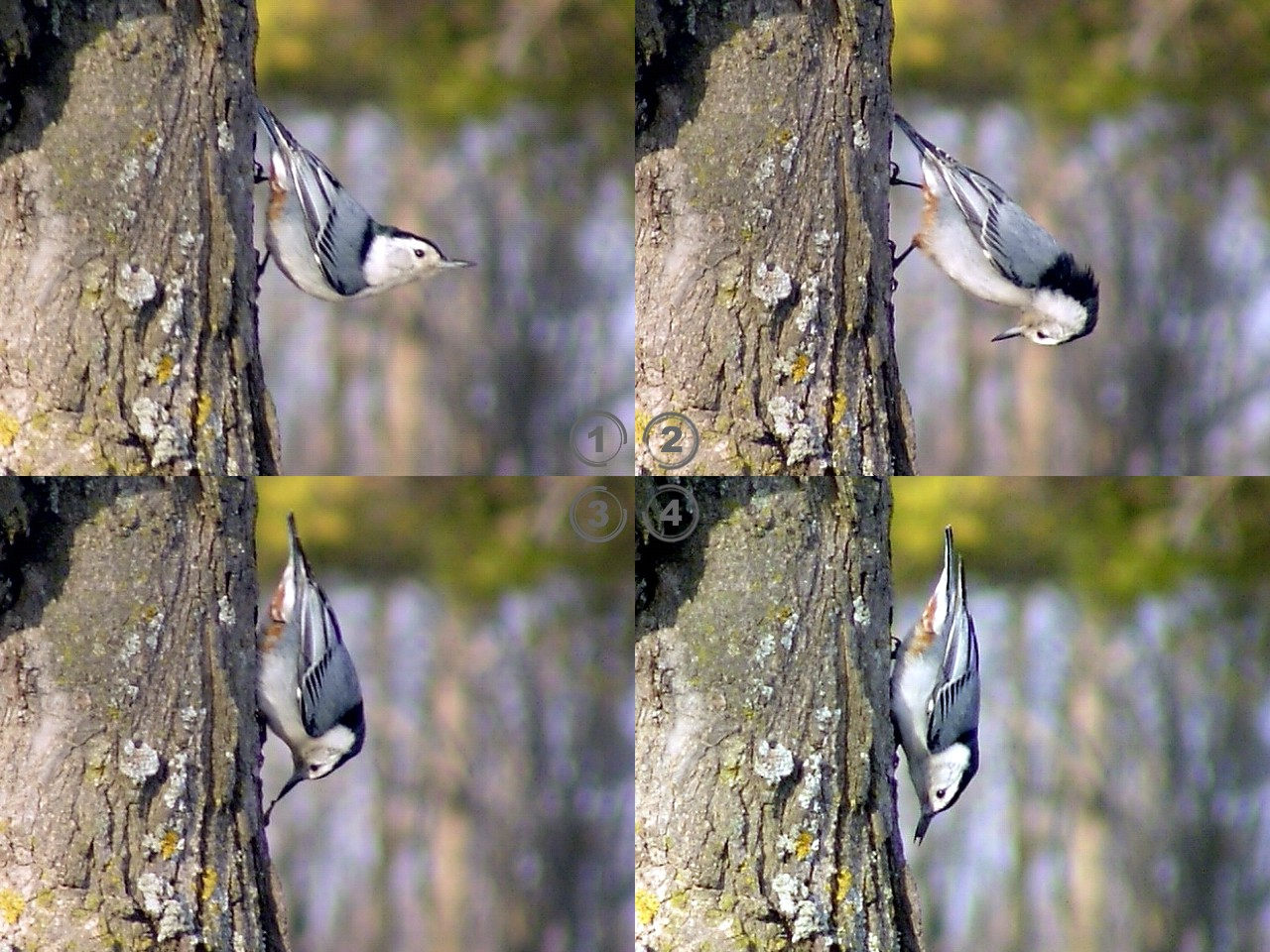
Żerujący kowalik

Kowalik karoliński odżywia się, zaczepiony na pniach i gałęziach drzew, w podobny sposób jak dzięciołowate i pełzaczowate z rodzaju Certhia. Nie używa jednak ogona jako dodatkowego podparcia. Czepia się drzewa swymi silnymi stopami. Cechą charakterystyczną wszystkich kowalików jest sposób żerowania. Są w stanie schodzić po pniach drzew głową w dół i zawisać do góry nogami pod gałęziami.
Ptak jest zwierzęciem wszystkożernym, zjada zarówno owady jak i nasiona. Umieszcza dużo żywności, np. żołędzi czy nasion hikory, w szczelinach w pniach drzew, następnie uderza swym silnym dziobem, otwierając je. Nadwyżki nasion są ukrywane w korze i szczelinach. Zimowa dieta może składać się w blisko 70% z nasion, ale w lecie pożywienie stanowią głównie owady. Te zjadane przez kowalika karolińskiego to np. gąsienice, mrówki i szkodniki takie jak szeliniaki sosnowe, Lepidosaphes ulmi i inne czerwce oraz miodówki z rodziny Psyllidae. Ptaki sporadycznie odżywiają się na ziemi i chętnie odwiedzają karmniki, w których mogą znaleźć orzechy, łój czy nasiona słonecznika, przy czym te ostatnie są zwykle zabierane i magazynowane.
Kowalik karoliński często w zimie podróżuje w mieszanych stadach (różnogatunkowych). Stada te są prowadzone przez sikory. Kowaliki i dzięcioły kosmate często im towarzyszą. Uważa się, że życie w takich stadach przynosi korzyści pod względem zdobywania pokarmu i unikania drapieżników. Prawdopodobne jest, że gatunki skupione w stadach sikor także nasłuchują informacji przez nie przekazywanych, przez co mogą zmniejszyć swój własny poziom czujności.

## Ochrona
Kowalik karoliński to pospolity gatunek, występujący na znacznym obszarze, szacowanym na 8,6 mln kilometrów kwadratowych. Całkowitą liczebność populacji ocenia się na 10 milionów osobników. Istnieją dowody na ogólny wzrost wielkości populacji, dlatego też nie przypuszcza się, by wartość ta zbliżyła się do kryterium rozmiaru (mniej niż 10000 dojrzałych osobników), czy spadku liczebności (utrata ponad 30% osobników w ciągu dziesięciu lat lub trzech pokoleń), określonych przez Czerwoną Księgę Gatunków Zagrożonych. Z tych powodów gatunek jest opisany jako najmniejszej troski.
Lokalnie problemy kowalikom może sprawiać usuwanie obumarłych drzew, ponieważ ptaki potrzebują wgłębień na gniazda. Spadki liczebności zostały zanotowane w Waszyngtonie, Florydzie i szerzej w południowo-wschodnich Stanach Zjednoczonych (po Teksas na zachodzie). Natomiast w Albercie obszar rozrodczy powiększa się – liczba osobników rośnie na północnym wschodzie z powodu odrastania lasu. Kowalik karoliński jest chroniony przez Migratory Bird Treaty Act, którego trzy kraje, w których występuje (Kanada, Meksyk i Stany Zjednoczone), są sygnatariuszami.